# PokerStars
PokerStars (укр. Покерстарс, з англ. «Зірки покеру») — найбільший онлайновий покер-рум в інтернеті з усіма основними видами покеру. Гра проходить на «умовні фішки» або долари США (також серед доступних валют: євро, фунти стерлінгів, канадські долари).
Ставки варіюються від $0,01 до $2000. В США роботу сайту дозволено таких штатах: Нью-Джерсі з осені 2015 го і Пенсільванії.
В середньому на сайті постійно грає близько 100 тис. гравців, у «години пік» їхня кількість може збільшуватися до 300 тис. Загальна кількість зареєстрованих користувачів більше 65 млн.
PokerStars випустило додаток лише для персональних комп'ютерів, а з 11 травня 2012 і для мобільних пристроїв на платформах Android і iOS.

## Історія
PokerStars запустив першу бетаверсію сайту, призначеного для гри на гроші, 11 вересня 2001 року. Компанія почала пропонувати ставки на реальні гроші 12 грудня 2001 року. PokerStars спочатку була зареєстрованою в Коста-Риці компанією Rational Enterprises, яка належала ізраїльській сім'ї Шейнбергів. Згодом компанію було перенесено в Ончан, острів Мен. Це було зумовлено появою 0 % ставки корпоративного податку та скасування правил, що забороняють компаніям приймати ставки на казино та покер із США. PokerStars має ліцензію Комісії з нагляду за азартними іграми на острові Мен, а також численні ліцензії в інших юрисдикціях. 10 лютого 2012 року PokerStars придбав ліцензію ЄС, надану Комісією з лотерей та ігор на Мальті.
За даними аналітиків підрахували, ринкова вартість компанії 2006 року становила приблизно 2 млрд $, що зробило б її однією з найбільших приватних азартних компаній. PokerStars обігнав PartyPoker як найбільший у світі онлайн-покер-рум після того, як Конгрес США прийняв Закон про незаконну організацію азартних ігор в інтернеті 2006 року. Багато сайтів, включно з PartyPoker, негайно припинили діяльність в США, тоді як інші, включаючи PokerStars, ні.
27 грудня 2009 року PokerStars встановив світовий рекорд за найбільшим онлайн-турніром. Вступний внесок до турніру становив 1$, а кількість учасників досягла 149,196. Вони самі побили власний рекорд 4 грудня 2011 р., коли 200,000 гравців зіграли в турнірі з вступним внеском на 1$ та першим призом у 50,000$. Через велике навантаження на сервери на початку турніру, ігри довелося зупиняти на 20 хвилин. Цей рекорд був знову побитий 16 червня 2013 року, тоді в турнірі взяли участь 225,000 учасників, вступний внесок склав 1$, а турнір проводився без рейку.
У січні 2012 року PokerStars представив мобільний клієнт для iOS з iTunes. У лютому 2012 року компанія також представила клієнта для Android.
31 липня 2012 року PokerStars придбав свого конкурента, Full Tilt Poker. Угода на 731 млн $ врегулювала цивільний позов з Міністерством юстиції, передавши PokerStars право власності на активи Full Tilt Poker.
12 червня 2014 року The Stars Group, відома тоді як Amaya Inc., погодилася придбати PokerStars та її материнську компанію за $ 4,9 млрд готівкою. Угоду було завершено 1 серпня 2014 р.
Станом на 6 квітня 2016 року було досягнуто домовленості з Netent про додавання азартних ігор для настільних ПК та мобільних пристроїв до свого покерного лобі в Нью-Джерсі та інших місцях.
У липні 2017 року PokerStars погодився на угоду з адміністраторами банкрутів щодо придбання деяких активів конкурента, PKR.com, і цим він відшкодує 60 000 гравців PKR 100 % їх остаточного залишку.
У грудні 2017 року PokerStars представив новенький турнір для гравців під назвою PokerStars Players No Limit Hold'em Championship, який повинен відбутися в січні 2019 року. Очікується, що турнір стане однією з найбільших подій у річному календарі покеру з двадцятьма -п'ять тисяч доларів і $ 1 млн бонусу для остаточного переможця.
У березні 2018 року The Stars Group досягла домовленості з ігровою компанією Sugal & Damani про підтримку запуску свого бренду PokerStars в Індії.
У вересні 2018 року PokerStars представила PokerStars VR для гри в покер у віртуальній реальності.
2019 року PokerStars домовився з Paddy Power Betfair про створення найбільших у світі компаній з азартних ігор та ігор.

## Team PokerStars Pro
Компанія створила команду Team PokerStars Pro з найкращих професійних гравці світу в покер. З гравцями Pro укладено спеціальні спонсорські контракти. Список команди регулярно змінюється, вона складається з 23 гравців, в числі яких Бертран Гроспельє, Кріс Манімейкер й інші відомі професіонали. Серед всіх покер-румів PokerStars виділяється розвиненою системою співпраці в сфері просування свого бізнесу: партнерською програмою PokerStars Partners.
Андре Коїмбра з Португалії покинув Team Pro 2017 року, після чого повернувся до стрімів на Твічі.